# Eduard von Kallee

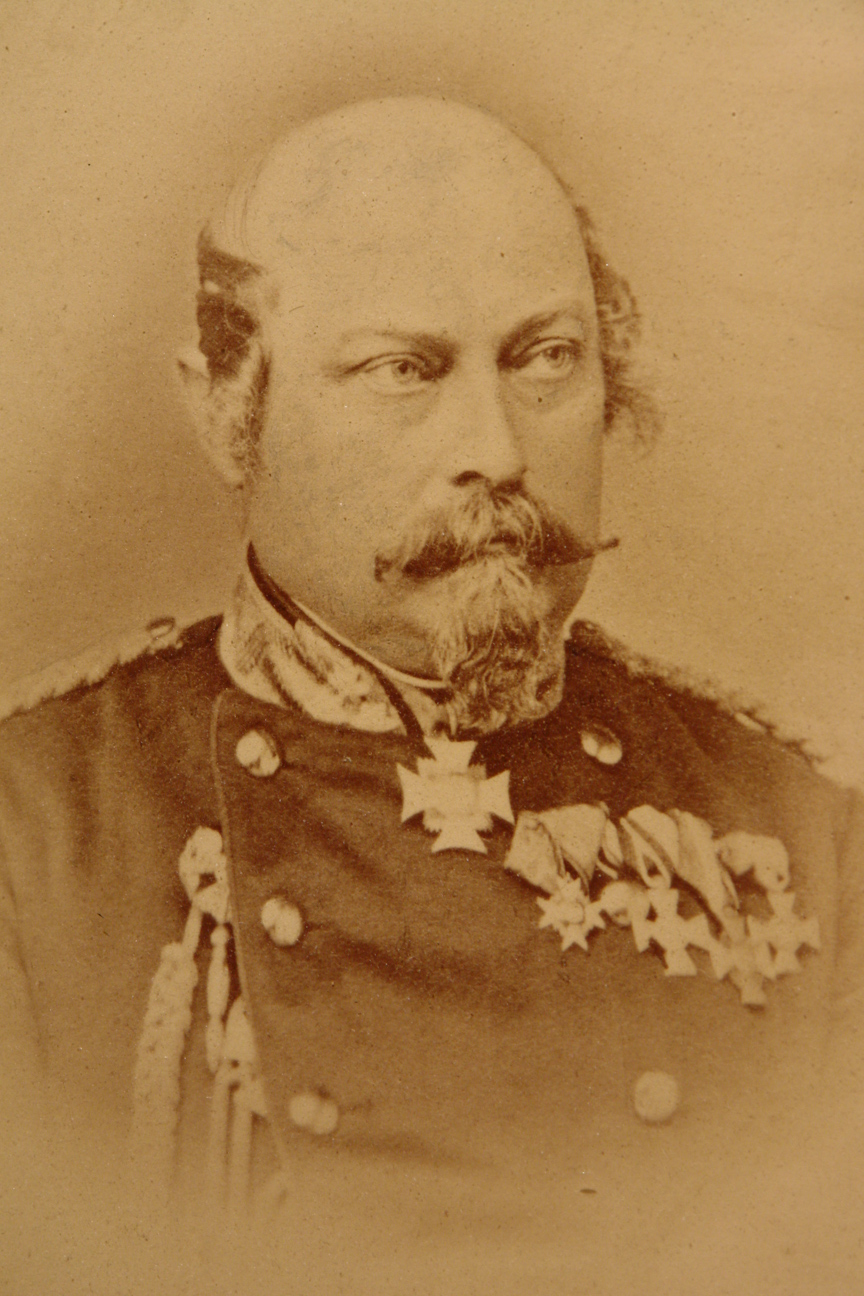
General Eduard von Kallee

Eduard Kallee, ab 1852 von Kallee, (* 26. Februar 1818 in Ludwigsburg; † 15. Juni 1888 in Stuttgart) war ein württembergischer Generalmajor und Archäologe.

## Leben
Ab 1841 war Kallee Adjutant des württembergischen Generalstabschefs und erhielt als Oberleutnant 1852 das Ritterkreuz des Ordens der Württembergischen Krone und den damit verbundenen Personaladel. Außerdem trug er den Roten Adlerorden IV. Klasse, das Ritterkreuz des Ordens vom Zähringer Löwen, das Ritterkreuz des Verdienstordens Philipps des Großmütigen sowie später das Komturkreuz das Friedrichs-Ordens.
Er heiratete Malwine Majer, und am 18. Dezember 1854 wurde ihr Sohn Richard Kallee geboren, der spätere Stadtpfarrer von Feuerbach. Bereits 1860 wurde Kallee aufgrund von außerordentlichen Vertrauensbeweisen des Königs Wilhelm I., als dessen unehelicher Sohn er gilt, zum Oberst befördert. „Der glänzend begabte, weltgewandte und erfolgreiche General von Kallee, vom König mit einer Deutlichkeit bevorzugt, die einer Vaterschaftsanerkennung gleichkam und eben darum von der Königin und dem Kronprinzen wenig geschätzt, in allem das verjüngte Ebenbild des Königs, hatte mit diesem naturwissenschaftliche Neigung und Begabung gemeinsam,“ schrieb der Historiker Hansmartin Decker-Hauff über den jungen Offizier.
Seine Mutter Juliana Eleonora Schüßler († 1839), in Stuttgart geboren und auch dort gestorben, war in erster Ehe mit dem Kastellan im Königlichen Palais, Christian Wagner, verheiratet und in zweiter Ehe mit dem Hofgärtner der verwitweten Königin, Gottlieb Kallee. Es ist überliefert, dass der König dem jungen Kallee „auf die Schulter klopfte, als ihm dieser seinen Entschluss mitteilte, Offizier zu werden (und nicht Maler),“ was dieser als außergewöhnlichen Gunstbeweis empfand, denn „der König berührte nicht leicht jemanden, selbst Prinzen konnten sich nur selten rühmen, dass er ihnen die Hand reichte.“
Kallee nahm als Generalmajor während des Kriege gegen Preußen 1866 widerwillig an den Gefechten bei Tauberbischofsheim und Gerchsheim teil. Obwohl die Preußen die Württemberger dank ihrer überlegenen Feuerkraft zurückdrängen konnten, bezeichnete er als württembergischer Generalstabschef das Gefecht von Tauberbischofsheim als „nicht unglücklich“, weil die Aufgabe gelöst worden sei, trotz mancher Fehler, die gemacht worden seien.

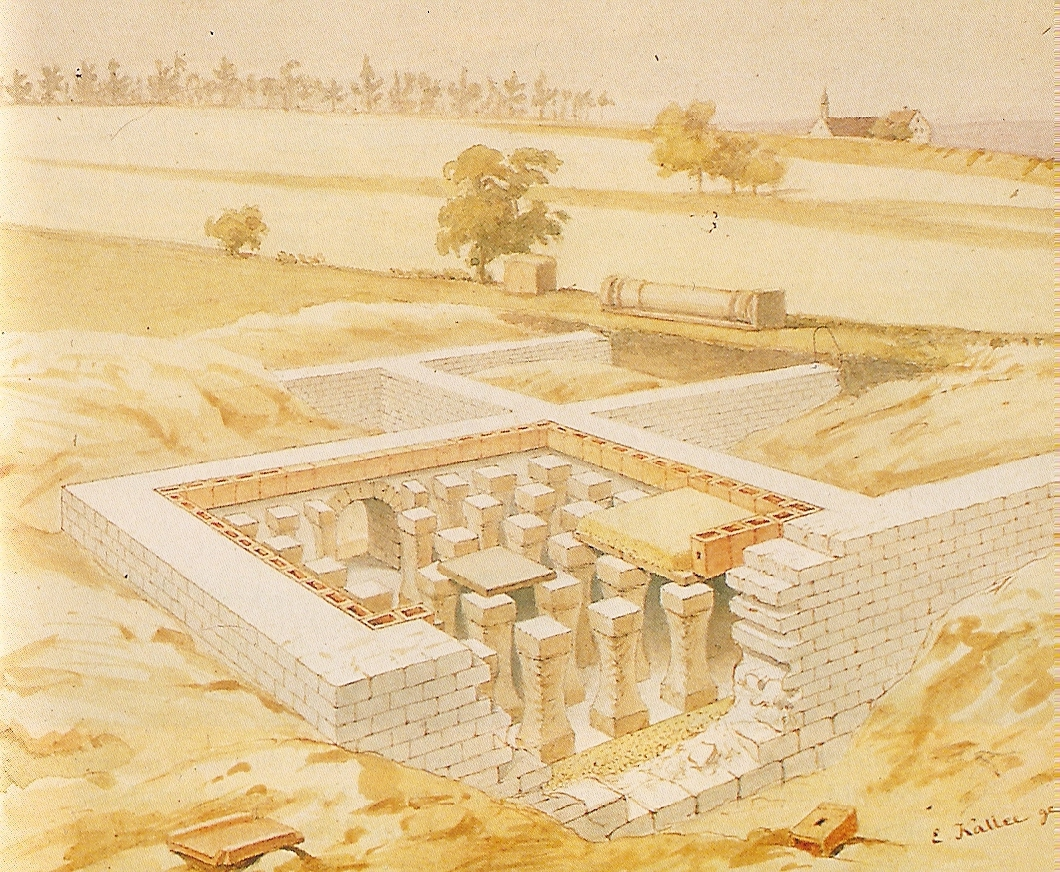
Hypocaust des römischen Bades in Rottenburg. Aquarell von Eduard von Kallee im Herbst 1884.

Ab 1869 widmete Kallee sich bis an sein Lebensende schriftstellerischen, künstlerischen und archäologischen Studien, insbesondere der römischen Limesforschung. Er war ein früher Ausgräber an den Kastellen Köngen, Benningen, Schirenhof und Unterböbingen. Er wählte die Orte seiner Grabungen vor allem durch Kombination militärstrategischer Erwägungen. Auch am Limestor Dalkingen, das er damals als Feldwache deutete, und in Rottenburg am Neckar hat er sich um Erkenntnisse zur römischen Vergangenheit seiner Heimat große Verdienste erworben.
Anfang des 20. Jahrhunderts wurde in der Nähe des Tübinger Bergfriedhofes an der Galgenbergstraße die nach Eduard von Kallee benannte „Kalleehöhe“ eingerichtet, eine öffentliche Aussichtsstelle und Kulturlandschaft mit Streuobstwiesen und Trockenmauern.

## Schriften
- Die Kriegs-Uebungen der Königl. Würthembergischen Truppen im Sept. 1843. 1843.
- Berichte über die im Auftrage des königlichen Ministeriums des Kirchen- und Schulwesens und mit daher verwilligten Mitteln vorgenommenen Ausgrabungen bei Rottenburg und bei Köngen am Neckar. 1885.
- Der nordostfranzösische Kriegsschauplatz. Eine militärgeographische Skizze. Mittler & Sohn, Berlin 1888.
- Das Rätisch-obergermanische Kriegstheater der Römer: eine strategische Studie. Kohlhammer, 1889.
- Über Umfassung: ein Vortrag. Mittler & Sohn, Berlin 1890.

## Aquarelle
Eduard von Kallee war ein passionierter und hochgeschätzter Biedermeier-Maler von Skizzen, Aquarellen, Kupferstichen und Ölgemälden:

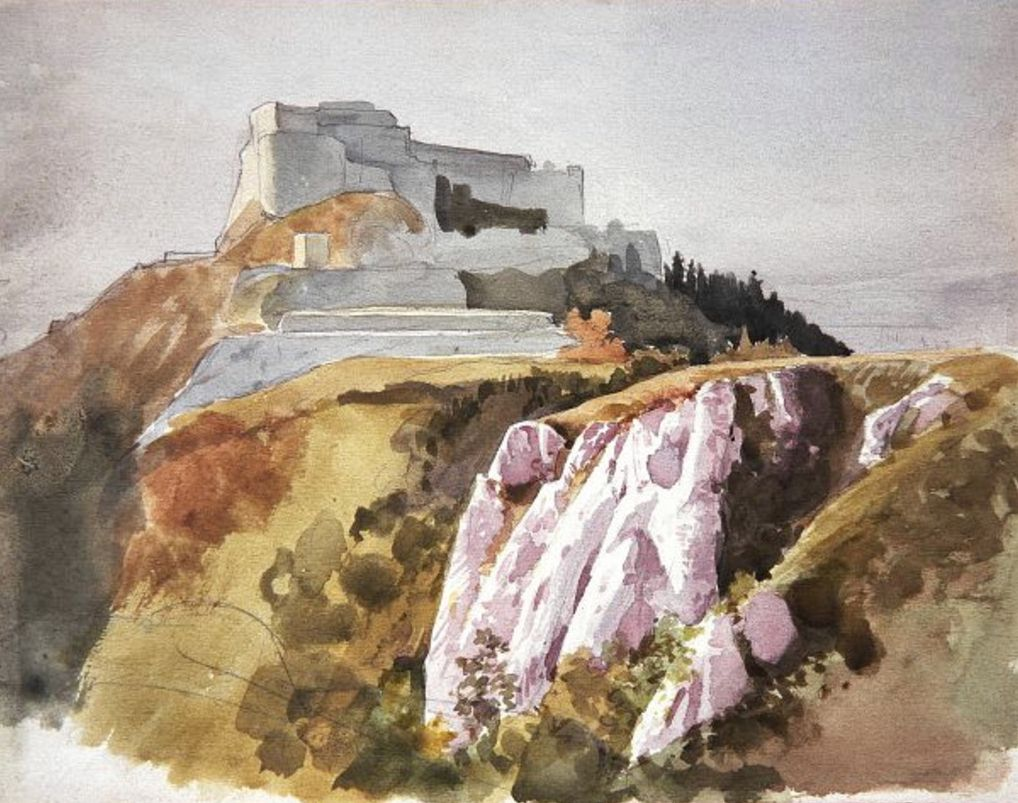
Hohenneuffen
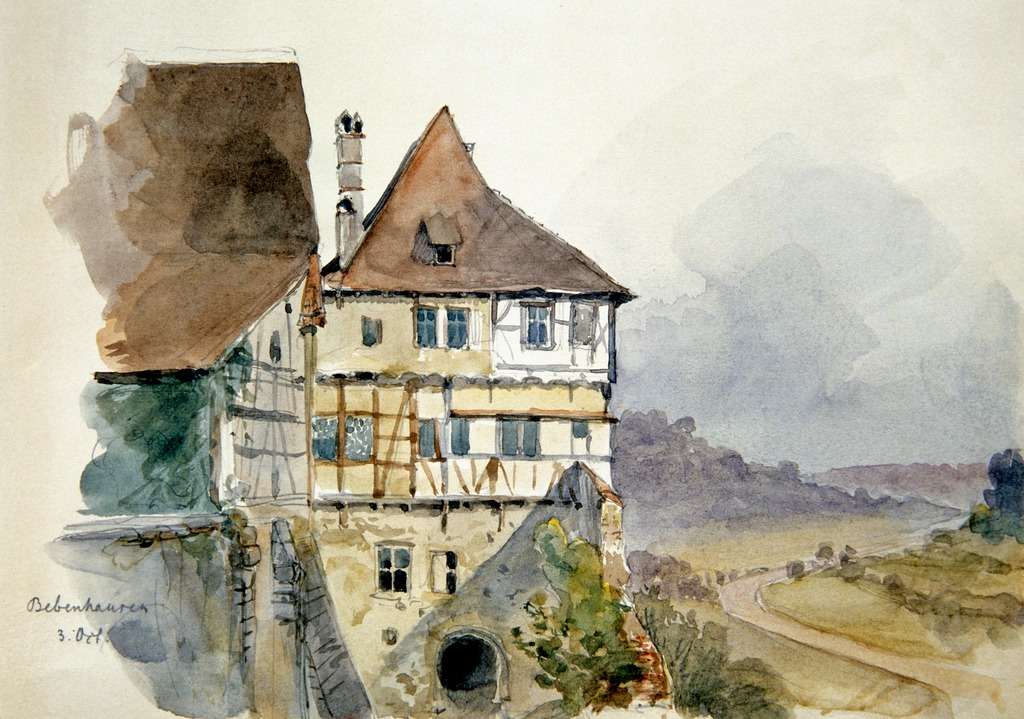
Kloster Bebenhausen, 2. Oktober 1854
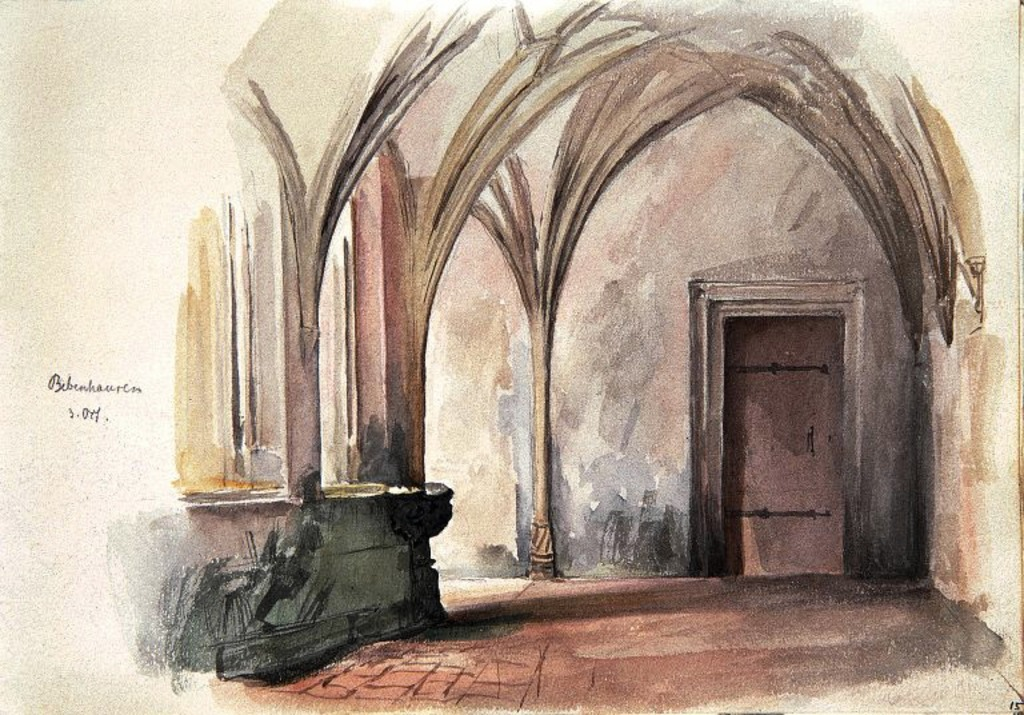
Kreuzgang im Kloster Bebenhausen, 3. Oktober 1854
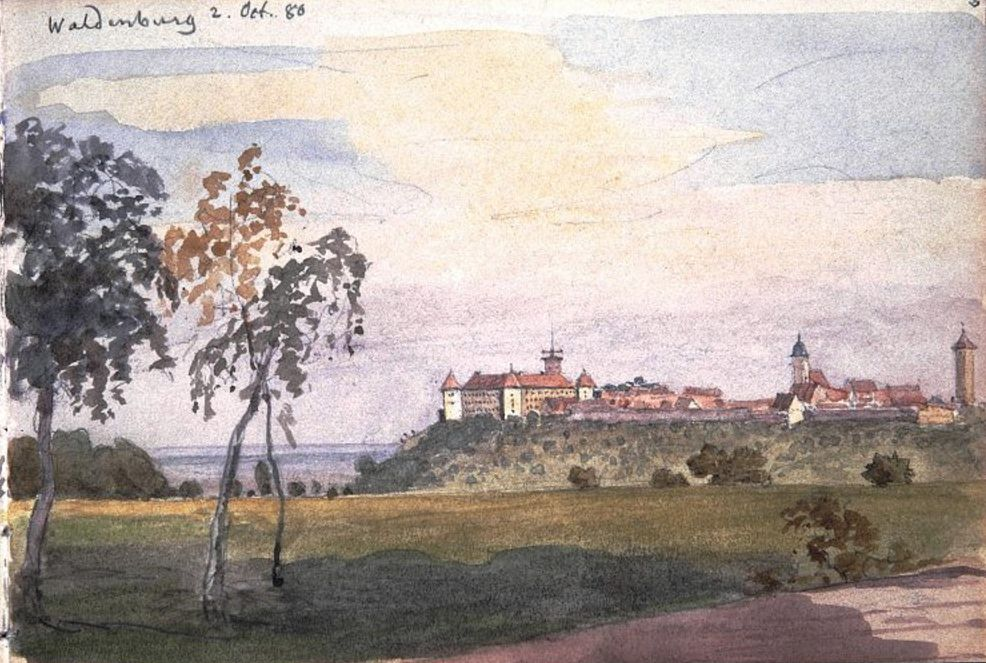
Waldenburg, 2. Oktober 1880
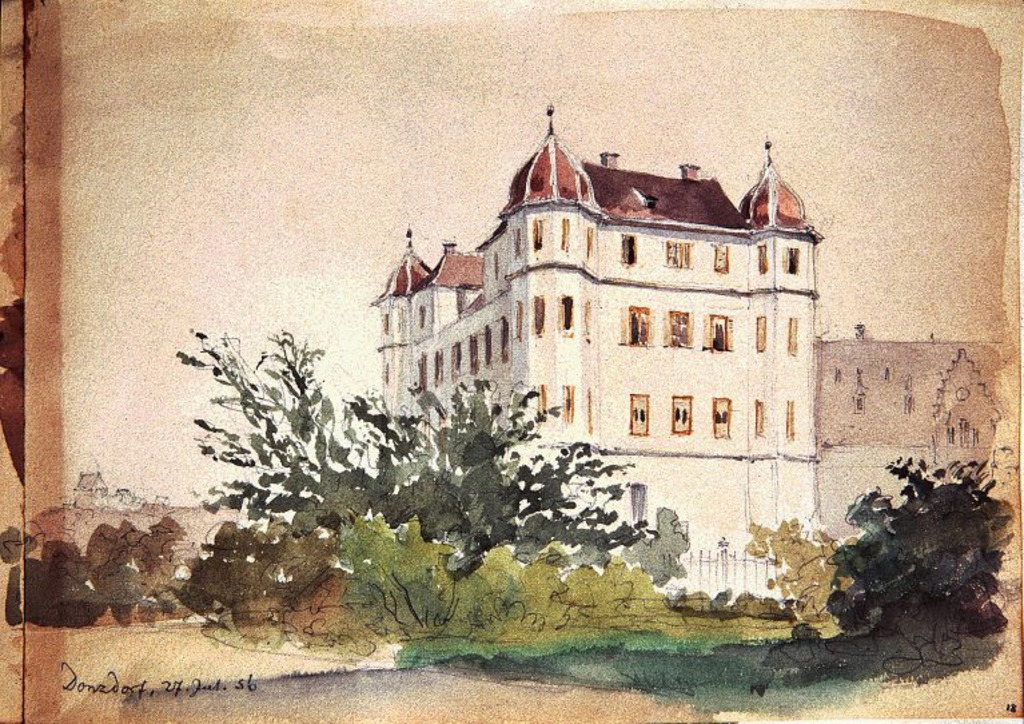
Schloss Donzdorf, 27. Juli 1856
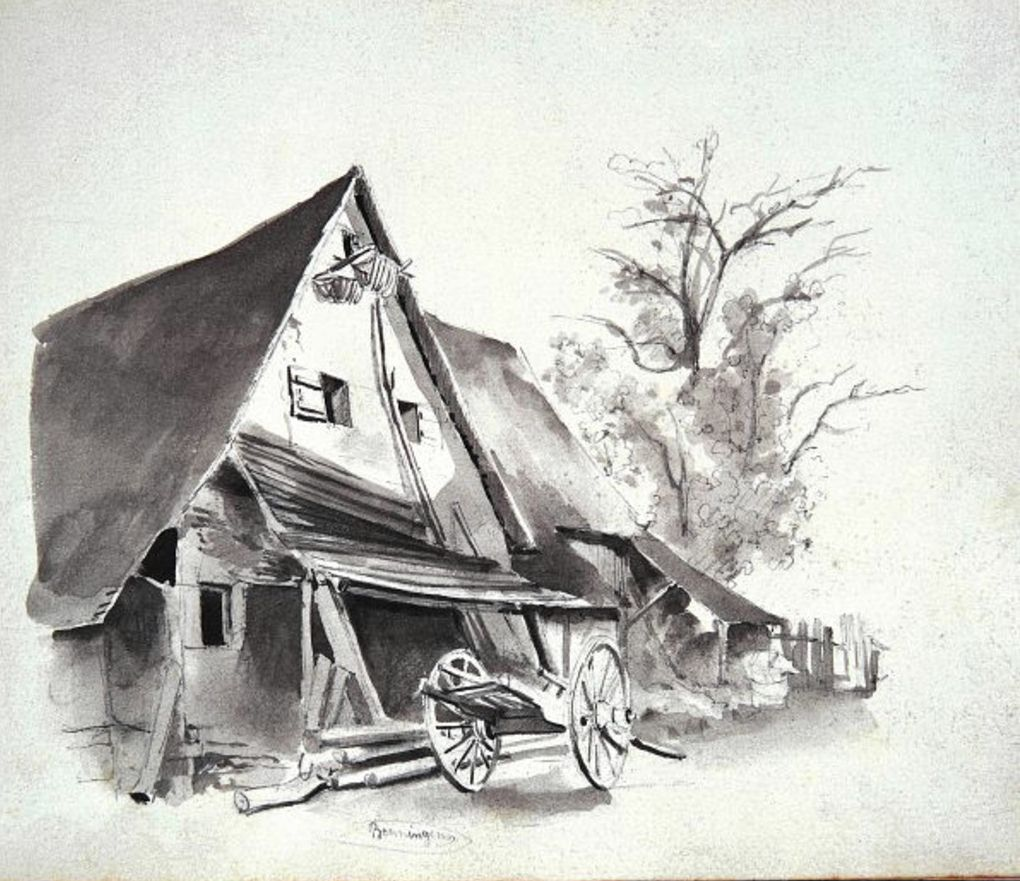
Altes Gehöft in Benningen am Neckar
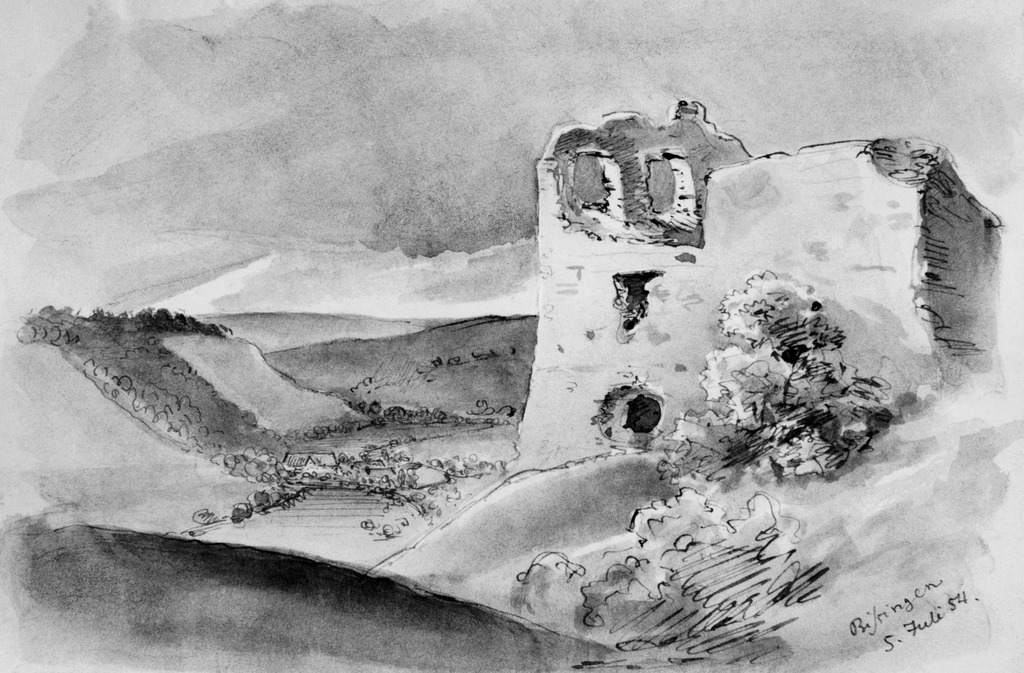
Burgruine Rauber bei Lenningen
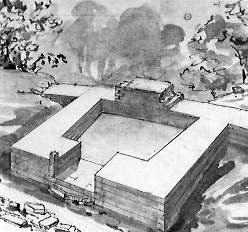
Eckturm des Römerkastells Köngen
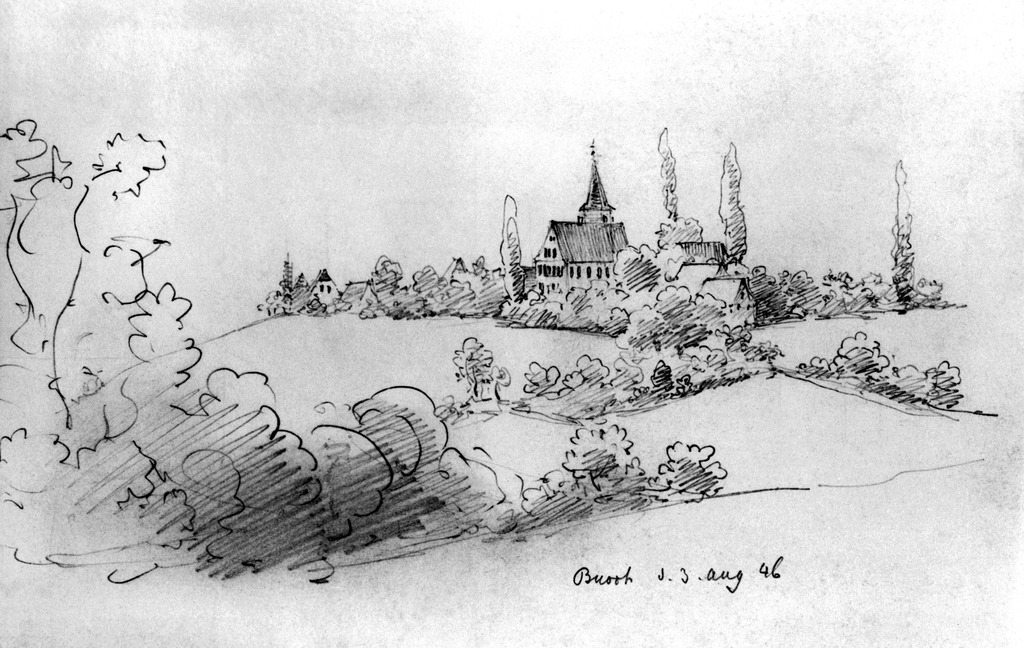
Buoch, Bleistiftzeichnung, 1846
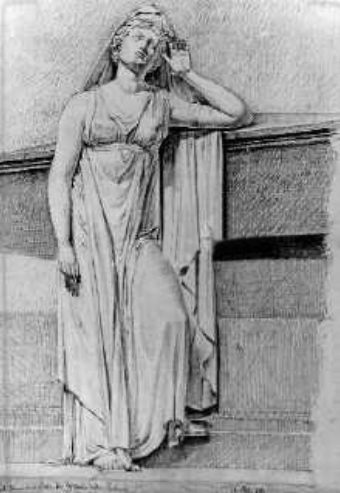
Statue vom Grabmal Karl von Zeppelins, 12. Oktober 1838